# Лопатни (Брянская область)
Ло́патни — село в Клинцовском районе Брянской области, административный центр Лопатенского сельского поселения.

## География
Находится в западной части Брянской области на расстоянии приблизительно 6 км на северо-запад по прямой от районного центра города Клинцы.

## История
Среди могучих дубов, клёнов и вековых сосен более 500 лет назад (примерно в 1465 году) на живописном пригорке рядом с ручьём с родниковой водой поселились три казака: Сеха, Феська и Литвяк. Так возникло село Лопатни. А прозвища казаков легли в основу самых распространённых фамилий в селе: Сехины, Феськовы, Литвяковы.
Земли были неплодородными, поэтому основным занятием жителей было плетение лаптей и корзин для себя и на продажу. Отсюда и название села "Лапотни", позднее "Лопатни".
Упоминалось Договором 1503 года как село Лопатин, которое позже запустело. 
До 1781 входило в Новоместскую сотню Стародубского полка. Церковь построили в XVIII веке, в 1861 году обновили (Никольская церковь). 
В 1859 году здесь (село Лопотни Суражского уезда Черниговской губернии) учтено было 150 дворов, в 1892—340 дворов. 
На территории сельского совета, в период с 1930 по   1934 год  было организовано 4 колхоза: «Ракитово», «Первое мая», «Путь борьбы», «Красная Туренева». До начала войны председателем колхоза был Остапенко Матвей Афанасьевич.
В 1930году по решению Клинцовского райисполкома партии для коллективизации в село Лопатни был направлен Чуйко Ф.М. Из 12 личных хозяйств образовался колхоз «Новый мир». Список первых колхозников состоял из 20 человек: Сехин Максим Архипович, Денисенко Мария Максимовна и другие. 
В 1950 году объединились колхозы «Новый мир» и «Путь борьбы», председателем стал Чуйко Иван Емельянович. Основными отраслями в колхозе было  животноводство и растениеводство. 
В 1949 году в колхозе приобретена первая грузовая машина. Первым шофером стал Волик Г.М.,  в 1965 году было уже 8 тракторов , 8 машин  и другая техника.

В 1962 году в домах появилось электричество, организуется мастерская бытового обслуживания, где приемщица – Привалова Е.И. В 1964 году открылся ветеринарный участок. Новый Дом Культуры построили в 1968 г. (первый директо р- Феськов М.Ф.) В этом же здании разместилась библиотека, где библиотекарем стала Дегтярева Г. И. Через реку Унеча вместо деревянного построили железобетонный мост, асфальтировали шоссейную дорогу.
В 1970 году в состав колхоза вошли д. Заречье, с. Гута Корецкая. Директором стал Литвяков А.Ф., колхоз реорганизовали в совхоз (в апреле 1987 года от совхоза «Новый мир» отделился совхоз «Труд»). В совхозе насчитывались сотни рабочих, имеются МТФ, СТФ, тракторный стан, 4 полеводческих бригады: огородная, садоводческая, хмелеводческая. В хозяйстве имеется овцеводческая ферма - свыше 20 тысяч овец.  
В середине XX века работали колхозы «Новый мир», «Первое Мая» и «Путь борьбы».
В 1970 году колхоз села Лопатни реорганизован в совхоз «Новый мир, в его состав вошли д. Заречье, с. Гута-Корецкая.

## Население
Численность населения: 95 человек (1767),